# Leonid Lejtman
Leonid Grigorjewicz Lejtman (ros. Леонид Григорьевич Лейтман; ur. 2 sierpnia 1931) – radziecki szablista, srebrny medalista mistrzostw świata.
Podczas mistrzostw świata w Paryżu w 1957 roku reprezentanci ZSRR w składzie: Jewhen Czerepowśkyj, Lew Kuzniecow, Leonid Lejtman, Jakow Rylski i Dawid Tyszler zdobyli srebrny medal w szabli drużynowej. Był to jego jedyny medal wywalczony w zawodach tego cyklu.
Nigdy nie wziął udziału w igrzyskach olimpijskich.